# Wypychacz zwierząt
Wypychacz zwierząt – zbiór opowiadań fantastyki grozy i historii alternatywnej autorstwa Jarosława Grzędowicza wydany przez Fabrykę Słów w 2008.
Tom składa się z następujących trzynastu opowiadań: Pocałunek Loisetty, Buran wieje z tamtej strony, Wilcza zamieć, Farewell Blues, Zegarmistrz i łowca motyli, Hobby ciotki Konstancji, Nagroda, Obrona konieczna, Specjały kuchni wschodu, Weneckie zapusty, Wypychacz zwierząt, Weekend w Spestreku i Trzeci Mikołaj. Książka zawiera także posłowie autora, w którym opisuje on okoliczności powstania zawartych tu utworów.
Był to drugi zbiór opowiadań Grzędowicza. Recenzenci antologii pozytywnie ocenili jakość zawartych tekstów, jednak skrytykowali fakt, że nie zawiera on żadnego nowego utworu. Dwa z opowiadań w nim zawartych zostały wyróżnione branżowymi nagrodami w latach wcześniejszych (Buran wieje z tamtej strony, nagrodą Sfinks 2004; Wilcza zamieć, nagrodą Zajdla 2006).

## Historia edycji
Zbiór został wydany przez Fabrykę Słów w czerwcu 2008; doczekał się wznowienia w 2013 i w 2021.
Zbiór nie zawiera nowych opowiadań – wszystkie pozycje w nim zawarte ukazały się wcześniej, niektóre w innych antologiach, wiele w dodatku literackim „Faktu”. Recenzenci tomu skrytykowali fakt, że nie zawiera on żadnego nowego tekstu, co bywa „niepisaną zasadą” takich zbiorów.
Opowiadania zawarte w zbiorze były poprzednio publikowane w:
- Pocałunek Loisetty (antologia Małodobry, Fabryka Słów 2004)
- Buran wieje z tamtej strony (antologia Wizje alternatywne #5, Solaris 2004)
- Wilcza zamieć (antologia Deszcze niespokojne, Fabryka Słów 2005)
- Farewell Blues (antologia Niech żyje Polska. Hura! t.1, Fabryka Słów 2006)
- Zegarmistrz i łowca motyli (antologia Tempus fugit. Tom 1, Fabryka Słów 2006)
- Hobby ciotki Konstancji („Fakt”)
- Nagroda („Fakt”)
- Obrona konieczna („Fakt”)
- Specjały kuchni wschodu („Fakt”)
- Weneckie zapusty („Fakt”)
- Wypychacz zwierząt („Fakt”)
- Weekend w Spestreku (antologia PL +50, Wydawnictwo Literackie 2004)
- Trzeci Mikołaj („Fakt”)

## Fabuła
Pocałunek Loisetty jest osadzony w świecie rewolucji francuskiej. Głównym bohaterem jest sadystyczny kat-rewolucjonista, zafascynowany nowym wynalazkiem – gilotyną.
Buran wieje z tamtej strony to opowieść z gatunku historii alternatywnych, przedstawiająca pozytywnie Rosję, w której nie było rewolucji październikowej i rozkwitł kapitalizm, dalej jednak uwikłaną w zimną wojnę – z socjalistyczną Ameryką. Znaczącą część opowiadania stanowią rozmowy i przemyślenia dwóch postaci w syberyjskiej zamieci (tytułowy buran); jeden z bohaterów pochodzi z naszej rzeczywistości, i jest uciekinierem z radzieckiego łagru. Opowiadanie zostało wyróżnione nagrodą Sfinksa w kategorii opowiadanie roku 2004.
Opowiadanie Wilcza zamieć łączy wątki mitologii nordyckiej i Kriegsmarine w konwencji nazistowskiego okultyzmu; jest to opowieść o niemieckiej łodzi podwodnej, która pod koniec IIWŚ otrzymuje misję nawiązania kontaktu ze skandynawskim zaświatem. Zostało wyróżnione nagrodą Zajdla w kategorii opowiadanie za 2006 rok.
Farewell Blues opowiada o ludziach, którzy uciekają z pogrążonej w problemach Ziemi, wybierając emigrację do świata stworzonego dla nich przez Obcych.
Zegarmistrz i łowca motyli dotyczy podróży w czasie, a tytułowy motyl to nawiązanie do efektu motyla. Opowiadanie osadzone jest w przedwojennej Polsce, a akcja opiera się na zmaganiach agentów specjalnych podróżujących w czasie.
Hobby ciotki Konstancji jest opowieścią o spadku i duchach.
Tematyką opowiadania Nagroda są egzotyczne wakacje pracowników wielkiej firmy.
Obrona konieczna dotyczy grupy przyjaciół szukających sposobu na włamywaczy.
Opowiadanie Specjały kuchni wschodu zaliczone jest przez recenzentów do gatunku grozy.
Akcja Weneckich zapustów osadzona jest w tytułowej Wenecji, gdzie pojawia się „niespełniony seksualnie duch Casanovy”.
Tematem tytułowego opowiadania Wypychacz zwierząt jest śmierć domowego zwierzaka (kota) i konsekwencje tej tragedii dla domowników, zwłaszcza gdy główny bohater chce przywrócić mu życie.
W Weekendzie w Spestreku przedstawiona jest alternatywna Polska, w której część ostała się jako socjalistyczna (komunistyczna) specjalna strefa ekonomiczna, kontynuująca nieefektywny polityczno-ekonomiczny model PRL-u (gospodarka niedoboru) przy równoczesnej integracji ekstremalnej politycznej poprawności i feminizmu.
Trzeci Mikołaj jest osadzony w klimacie Bożego Narodzenia.

## Odbiór i analiza
W 2008 r. książkę zrecenzował Paweł Dunin-Wąsowicz dla czasopisma „Lampa”. Skrytykował tom jako zawierający w znacznej części teksty publikowane we wcześniejszych antologiach. Język opowiadań jako „hiperpoprawny oraz przezroczysty”, co uznał za wspólną bolączkę większości autorów wydawanych przez Fabrykę Słów. Równocześnie pochwalił antologię jako „bardzo dobrą realizację modelu literatury popularnej bazującej najczęściej na koncepcie fantastycznym”, tutaj, wymieszanie fantastyki grozy (np. Wypychacz zwierząt i Hobby ciotki Konstancji) i historii alternatywnej (np. Weekend w Spestreku, Buran wieje z tamtej strony i Zegarmistrz i łowca motyli). Za najlepsze opowiadanie zbioru uznał Weekend w Spestreku. Skrytykował Farewell Blues jako zbyt tendencyjną krytykę politycznej poprawności.
Także w 2008 r. książkę zrecenzował Adam Florczyk dla portalu Paradoks. Stwierdził, że zbiór jest „doskonały pisarsko”, ale równocześnie, że jest to „zbiór jedynie odgrzewanych tekstów”, bez choć jednego nowego opowiadania. Wiele opowiadań z antologii uznał za „materiał szkoleniowy dla przyszłych autorów” na temat jak „prosto pisać zwięźle, treściwie i zaskakująco zarazem”; zauważył też, że w tekstach autor „mocno zaznacza swój liberalny światopogląd”. W swojej recenzji Florczyk skomentował bardziej szczegółowo opowiadania Hobby ciotki Konstancji („przewrotne”), Zegarmistrz i łowca motyli (chwaląc je „za brawurowy pomysł i pytania o relatywizm moralny”; równocześnie krytykując je za „brak lekkości” i niespójności logiczne), Farewell Blues („nostalgiczna opowieść o ludziach zmęczonych swoim światem”), Weekend w Spestreku („świetnie” przedstawiony świat, aczkolwiek „fabuła schodzi na drugi plan”), Buran wieje z tamtej strony („Mocno przegadana ta historia, choć z finałem godnym kina akcji… Udało się jednak Grzędowiczowi oddać tu ducha rosyjskiej literatury i tęsknotę za »dobrym sąsiadem Rosjaninem«”), Wilcza zamieć („świetne zgranie… wydawałoby się nieprzystających elementów” – połączenie realistycznego opisu życia na łodzi podwodnej, psychologiczne przedstawienie zdemoralizowanej załogi niemieckiej, skontrastowane z humorystycznym przedstawieniem nordyckich bóstw, dające „piorunujący efekt”) i Pocałunek Loisetty („perełka tomu… nastrojowy, wstrząsający tekst… przejmująca opowieść, pełna autentycznych emocji”). Pisząc o Farewell Blues i Weekendzie w Spestreku, Florczyk uznał, że „Grzędowicz jest godnym kontynuatorem polskiej fantastyki socjologicznej”; krytykujący w pierwszym opowiadaniu, „idiotyczne przepisy i permanentną inwigilację”, a w drugim, „wypaczone formy politycznej poprawności… przekonanie, że to państwo najlepiej wie co jest najlepsze dla jego obywateli”, a także ustroje totalitarne, gdzie „wszystko opiera się na kłamstwie i służbie ideologii”, równocześnie chwaląc liberalne wartości takie jak wolności jednostki.
W tym samym roku książkę dla fanzinu Esensja zrecenzowało dwóch recenzentów.
Agnieszka Szady tom oceniła na 90/100, chwaląc zarówno jego szatę graficzną, jak i jakość utworów, aczkolwiek kilka krótkich form uznała za stosunkowo słabe (pisząc równocześnie, że „nawet słabsze opowiadania warto przeczytać jako ciekawostki”). Teksty uznała za „interesujące” i „dobrze napisaną fantastykę”, aczkolwiek skrytykowała „wplatane w co drugi tekst narzekania na ograniczające życie zakazy i zabezpieczenia”. Recenzentka pozytywnie oceniła też posłowie antologii, w którym autor opisuje okoliczności powstania zawartych tu utworów. Co do poszczególnych opowiadań, za najlepsze uznała Wilczą zamieć, chwaląc postać głównego bohatera („autor ma talent do kreowania postaci mężczyzn… o realistycznych zachowaniach i motywacjach, które sprawiają, że czytelnik angażuje się w ich losy bez reszty”), konstrukcję opowiadania („pisarz zręcznie buduje napięcie i stopniowo odsłania przed czytelnikiem sekrety akcji”), a także tło („niezwykle plastycznie, filmowo wręcz oddany obraz życia i walki na łodzi podwodnej”). Dobrze oceniła także Zegarmistrza i łowcę motyli (chwaląc sympatycznego bohatera i budowę świata). Przy Buran wieje z tamtej strony napisała, że opowiadanie jest wyrażeniem dziwienia autora, dlaczego „społeczeństwo wydające ludzi tak sympatycznych jednocześnie tworzy tak nieprzyjazne państwo”, a także „tęsknoty za taką Rosją, jaką chcielibyśmy mieć za sąsiada”. Weekend w Spestreku skrytykowała jako pozbawione subtelności i za krótkie. Zarówno to opowiadanie, jak i Farewell Blues skrytykowała jako publicystykę, o tym ostatnim pisząc, że „zakończenie wydaje się dodane na siłę, a w tekście nie ma właściwie nic, co mogłoby pozostać w pamięci”. Pochwaliła Pocałunek Loisetty jako udane opowiadanie grozy, dobrze oddające nastrój epoki, w której osadzony jest utwór. Nagrodę, Obronę konieczną, i Specjały kuchni wschodu skrytykowała jako krótkie anegdoty i raczej „przewidywalne… opowiastki do piwa”. Trzeciego Mikołaja opisała jako „agitkę” przeciw konsumpcjonizmowi. Pochwaliła Hobby ciotki Konstancji („ciekawe”) i tytułowego Wypychacza zwierząt („pomysł nienowy, ale co za wykonanie!”, krytykując je równocześnie jako za krótkie). O Weneckich zapustach napisała, że to minimoralitet, z rzadkim u autora antypatycznym bohaterem, ale pochwaliła utwór za „niesamowity, oniryczny klimat labiryntu weneckich uliczek”.
Jakub Gałka ocenił tom słabiej – na 60/100, krytykując zbiór jako zawierający tylko dwa dobre opowiadania (Wilczą zamieć i Burana…). W Wilczej zamieci docenił nastrój („lovecraftowski”), bohaterów, fabułę, dobrze użyty fachowy żargon, i „refleksje o postawach wobec wojny”, krytykując jednak „kiepsko rozstrzygnięty finał”; opowiadanie uznał za słabszą wersję opowiadania Davida Brina Thor spotyka Kapitana Amerykę. Za najlepsze, „mistrzowskie” opowiadanie uznał Buran wieje z tamtej strony, chwaląc jego pomysł i nastrój. Skrytykował krótkie formy pisane dla „Faktu”, pisząc, że „ani omawiane tematy, ani w zamierzeniu zaskakujące puenty nie są żadnym novum dla średnio oczytanego miłośnika fantastyki”, a większość tych opowiadań uznał za słabo zawoalowane prezentacje przekonań autora na tematy polityczne i kulturowe (opisując szereg utworów jako „wykorzystanie fantastyki jako tuby propagandowej”). Opowiadania Obrona konieczna i Specjały kuchni wschodu zaklasyfikował jako makabreski, a Nagrodę i Trzeciego Mikołaja jako „utyskiwania na Wielkie Złe Globalne Korporacje i Rozpasany Konsumpcjonizm”; za ponad przeciętne uznał dwa pozostałe krótkie opowiadania (Hobby ciotki Konstancji i Weneckie zapusty). Za podobnie upolitycznione i tendencyjne uznał Weekend w Spestreku i Farewell Blues; to pierwsze uznał za mało udaną krytykę i karykaturę Unii Europejskiej; obydwa opowiadania opisał jako „urwane w pół zdania”. Skrytykował także Pocałunek Loisetty („mhrrroczna opowiastka dla niedopieszczonych emo, pełna naturalistycznego okrucieństwa i pesymizmu”), który porównał do „najgorszych dokonań Mai Lidii Kossakowskiej” i Zegarmistrza i łowcę motyli („opowiadanie zaledwie poprawne i w sumie nieporywające”).
Książkę doczekała się też w tym roku dwóch recenzji dla portalu Polter.
Autorem pierwszej był Bartosz Szczyżański. Recenzent tom ocenił bardzo pozytywnie (7.5 na 10), chwaląc styl („fenomenalny”), opisy („rozbudowane i interesujące”), dialogi („niezwykle naturalne”), nazywając autora „najlepszym piórem polskiej fantastyki”; za udane uznał także samo wydanie, w tym estetyczną okładkę. Za jedyny mankament zbioru uznał brak choć jednego nowego tekstu; antologię uznał wartą polecenia aczkolwiek słabszą od poprzedniej kolekcji autora. Zawarte w zbiorze miniatury literackie dla „Faktu” uznał za udane („napisane z niezwykłą starannością i potrafią bawić… wszystkie teksty rozwijają się błyskawicznie, po czym zaskakują zakończeniami i zachwycają puentami”), aczkolwiek uznał je za mniej wartościowe niż dłuższe formy. Pisząc o poszczególnych utworach, za najlepsze uznał Buran wieje z tamtej strony; uznając je za „perfekcyjne” i „porywające”, chwaląc je za fabułę, narrację, zakończenie i „idealnie dobraną dawkę fantastyki”, a także za pozytywnie pokazanych Rosjan, który to motyw porównał do utworów Kira Bułyczowa. Za drugi najlepszy tekst zbioru uznał Wilczą zamieć („zadziwiające, ale i fascynujące”), chwaląc także „perfekcyjne przygotowanie pisarza” pod kątem marynistyki, militariów i mitologii. Opowiadanie Zegarmistrz i łowca motyli pochwalił za nowatorskie podejście do „wyświechtanego tematu podróży w czasie”, pozytywnie oceniając konstrukcję opowiadania i bohaterów. Farewell Blues uznał za dystopię nawiązującą do Roku 1984 Orwella, poruszającą temat „społecznego tłumienia dążeń jednostek”, chwaląc utwór za „ciekawą wizję przyszłości i interesujące zakończenie”. Za słabsze uznał Weekend w Spestreku, pisząc, że o ile opowiadanie „fascynuje i intryguje”, ma wady, takie jak słabe postacie bohaterów pobocznych czy „nieciekawe” zamknięcia niektórych wątków. Pocałunek Loisetty ocenił pozytywnie, zauważając jednak, że jest to makabreska, która przez swoją brutalność może odrzucić niektórych czytelników („Tak sugestywnych opisów tortur nie czytałem dawno”).
Autorem drugiej recenzji dla tego serwisu był Michał Sołtysiak. Ocenił tom pozytywnie (8.5 na 10); pisząc, że są to „świetnie napisane teksty”, które, aczkolwiek już wcześniej publikowane, recenzent „chętnie sobie przypomniał”. Z krótkich form za najlepsze uznał Trzeciego Mikołaja, które uznał za napisane „z wielką dozą ciepła”, a także Hobby ciotki Konstancji, jak i tytułowego Wypychacza zwierząt; te dwa ostatnie teksty zaliczył do makabresek z czego Hobby… ocenił jako równocześnie „przezabawne”. Za najlepszy utwór zbioru („majstersztyk”) uznał Wilczą zamieć, które ocenił jako zgrabną opowieść wojenną. Opowiadanie Buran wieje z tamtej strony ocenił jako „świetną” historię alternatywną i równocześnie „głos autora na temat totalitaryzmu”. Zegarmistrza i łowcę motyli opisał jako „brutalną ocenę naszej rzeczywistość”. Weekend w Spestreku i Farewell Blues uznał za „wspaniałe [teksty] o problemach społecznych”, i udaną krytykę politycznej poprawności i korporacjonizmu.
W tym roku książkę zrecenzował także Krzysztof Pochmara w tym roku dla portalu Katedra; tom ocenił jako średnio udany, pisząc, że o ile poziom tekstów jest dobry, opowiadania nie są tak oryginalne jak poprzednie teksty autora, skrytykował też dłuższe utwory jako „rozpolitykowane” (tom ocenił jako stosunkowo prawicowe political fiction), i nie zawierający żadnego nowego tekstu; a także okładkę jako „wywołującą niesmak”.
Także w 2008 książka doczekała się recenzji Roberta Ziębińskiego dla „Newsweeka”. Za najmocniejsze opowiadania w zbiorze uznał Buran wieje z tamtej strony i Weekend w Spestreku, zwracając uwagę na ich wspólny motyw („zderzenie ze sobą dwóch wizji tego samego kraju”). Recenzent ocenił Wilczą zamieć jako „wciągającą, fantastyczną wariację na temat słynnego Okrętu Lothara-Günthera Buchheima”. Pozytywnie wyraził się też o Farewell Blues, pisząc, że opowiadanie „robi duże wrażenie”, a początkowo klasyczny motyw kontaktu z Obcymi „[zwieńczony jest] jednak zaskakująco dramatycznym finałem”. Z krótkich form pochwalił Wypychacza zwierząt („zabawne”) i Obronę konieczną („przewrotne”); za godne uwagi uznał także Nagrodę i Weneckie zapusty. Za słabsze utwory uznał Hobby ciotki Konstancji („niczym nie zaskakuje”) i Zegarmistrza i łowcę motyli („rozpada się na niespójne fragmenty”). W podsumowaniu recenzent napisał, że „warto mieć ten tom na półce”.
W 2013 drugie wydanie zrecenzował Jan Bodakowski dla portalu Salon24.pl. Recenzent uznał tom za „lekturę obowiązkową dla dostrzegających patologie współczesności”. Za najlepszy utwór zbioru uznał Weekend w Spestreku, porównując go do Roku 1984 Orwella, a także Nowego wspaniałego świata Huxleya, pisząc, że „autor doskonale ukazał jak potworny może się stać kraj poddany terrorowi lewicy, LGBT, ekologów, feminizmu, socjalizmu, i politycznej poprawności”. Pisząc o Farewell Blues, uznał je za nawiązujące do filmu Wojna światów – następne stulecie Piotra Szulkina, i poruszające tematy „niemoralności polityków kolaborujących z kosmitami, propagandy, irracjonalnych oczekiwań i ponurej rzeczywistości”. Także w innych utworach recenzent dostrzegł nawiązania: w Wilczej zamieci do komiksu Thorgal, w Pocałunku Loisetty w do twórczości H. P. Lovecrafta, a w Zegarmistrzu i łowcy motyli, do Terminatora. Recenzent pochwalił także miniatury, które według niego są utworami krytyczne w stosunku do „współczesnych patologii|: Nagrodę („ukazującą patologie wielkich korporacji”), Obronę konieczną (patologie „liberalnej polityki karnej”), Weneckie zapusty (patologię niemoralności) i Wypychacza zwierząt (patologie biotechnologii i społeczeństwa konsumpcyjnego); Trzeciego Mikołaja uznał za „ukazujące prawdziwy sens Świąt Bożego Narodzenia” a Hobby ciotki Konstancji opisał jako zabawny horror z zaskakującym zakończeniem.
W 2021 trzecia edycja doczekała się kolejnej recenzji w portalu Paradoks, autorstwa Konrada Kowalskiego. Recenzent nazwał zbiór „słynnym” i zaliczył go do „klasyki”. Pochwalił opowiadania jako dalej aktualne, i przedstawiające literackie możliwości autora, który według recenzenta „lawiruje… pomiędzy różnymi stylami literackimi, z każdego wychodząc obronną ręką”. Recenzent docenił zwłaszcza Hobby ciotki Konstancji („puenta wbija czytelnika w fotel”); Pocałunek Loisetty („dla samego podejścia do uczłowieczenia rzeczy”), Obrona konieczna („śmiech przez łzy”) i Trzeciego Mikołaja, które to opowiadanie uznał za nawiązanie do Opowieści wigilijnej. Recenzent docenił także posłowie autora, zawierające jego analizę poszczególnych tekstów.
W tym samym roku w książkach o polskiej fantastyce, pisząc o twórczości Grzędowicza, Andrzej Pilipiuk uznał opowiadanie Buran wieje z tamtej strony za „perełkę… świetnego zbioru”, a Maciej Parowski pochwalił Wilczą zamieć, pisząc, że jest to opowiadanie klimatyczne, w którym „warstwa marynistyczna imponowała znawstwem, mitologiczna przerażała”.